# Data eriopoides
Data eriopoides är en fjärilsart som beskrevs av Louis Beethoven Prout 1928. Data eriopoides ingår i släktet Data och familjen nattflyn. Inga underarter finns listade i Catalogue of Life.